# All I Ever Wanted (canção de Kelly Clarkson)
"All I Ever Wanted" é uma canção da cantora americana Kelly Clarkson, a ser lançada como quarto single de seu quarto álbum de estúdio, All I Ever Wanted.
Foi lançada nas rádios americanas no dia 9 de março de 2010, nos Estados Unidos.

## Posição nas paradas
A canção já chegou em #37 no Hot Adult Contemporary Tracks. Além disso, debutou em #82 no US Airplay Top 100. Mais tarde, alcançou #25 no Adult Pop Songs e em #40 no Pop Songs.

### Paradas musicais
| Parada (2010)                     | Melhor posição |
| --------------------------------- | -------------- |
| EUA Billboard Hot 100             | 96             |
| EUA Billboard Pop Songs           | 40             |
| EUA Hot Adult Contemporary Tracks | 37             |
| EUA Hot Adult Pop Songs           | 25             |

## Histórico de lançamento
| País           | Data de Lançamento | Formato | Selo        |
| -------------- | ------------------ | ------- | ----------- |
| Estados Unidos | 9 de março de 2010 | Rádios  | RCA Records |